# Andreas Kanaris
Andreas Kanaris (gr. Ανδρέας Κανάρης, ur. 9 marca 1950 w Nikozji) – cypryjski piłkarz występujący na pozycji napastnika. Przez całą karierę związany ze stołeczną Omonią Nikozja. Były dwudziestokrotny reprezentant Cypru.
Kanaris jest rekordzistą pod względem liczby występów w historii Omonii.

## Osiągnięcia

### Klubowe
Omonia Nikozja
- Mistrzostwo Cypru: 1973/1974, 1974/1975, 1975/1976, 1976/1977, 1977/1978, 1978/1979, 1980/1981, 1981/1982, 1982/1983, 1983/1984, 1984/1985[3]

- Zdobywca Pucharu Cypru: 1973/1974, 1979/1980, 1980/1981, 1981/1982, 1982/1983

### Indywidualne
- Król strzelców Protathlima A’ Kategorias: 1977/1978 (20 goli)[4]